# 蔺河镇
蔺河镇，是中华人民共和国陕西省安康市岚皋县下辖的一个乡镇级行政单位。
2015年，陕西省民政厅批复同意将原溢河镇新建村划归蔺河镇。

## 行政区划
蔺河镇下辖以下地区：
新建村、蔺河村、光明村、草垭村、大湾村、立新村、蒋家关村、棋盘村、中坝村、和平村和茶园村。